# 弗萊施曼斯 (紐約州)
弗萊施曼斯（英語：Fleischmanns）是位於美國紐約州特拉華縣的村。

## 人口
根據2020年美國人口普查的數據，弗萊施曼斯的面積為1.73平方千米，當中陸地面積為1.70平方千米，而水域面積為0.03平方千米。當地共有人口210人，而人口密度為每平方千米121人。